# Geert Wilders
Geert Wilders (ur. 6 września 1963 w Venlo) – holenderski polityk, długoletni poseł do Tweede Kamer, założyciel i lider Partii Wolności (PVV).

## Życiorys
Część jego przodków pochodziła z Indonezji. Ukończył szkołę podstawową i średnią w rodzinnej miejscowości. W wieku siedemnastu lat wyjechał jako wolontariusz do Izraela, gdzie przez rok pracował w jednym z moszawów na Zachodnim Brzegu. Kształcił się później w zakresie prawa na Open Universiteit.
Pracował jako urzędnik w funduszu ubezpieczeń zdrowotnych Ziekenfondsraad oraz w radzie ubezpieczeń społecznych SVR. W 1989 wstąpił do Partii Ludowej na rzecz Wolności i Demokracji. Od 1990 był zatrudniony we frakcji poselskiej VVD. W latach 1997–1998 zasiadał w radzie miejskiej Utrechtu. W sierpniu 1998 po raz pierwszy objął mandat deputowanego do Tweede Kamer. Nie utrzymał go w wyborach w 2002, do niższej izby Stanów Generalnych powrócił jednak jeszcze w tym samym roku. W 2003 z powodzeniem ubiegał się o reelekcję. Zaczął być określany jako następca Pima Fortuyna. Zyskiwał osobistą rozpoznawalność głoszonymi antyislamskimi hasłami, w szczególności po tym, jak zamordowany został reżyser Theo van Gogh. We wrześniu 2004 opuścił frakcję poselską VVD. W 2005 prowadził aktywną kampanię przeciwko tzw. Konstytucji dla Europy.
W lutym 2006 powołał i stanął na czele Partii Wolności, ugrupowania głoszącego hasła narodowe i eurosceptyczne. W tym samym roku jako lider jej listy wyborczej (lijsttrekker) po raz kolejny został wybrany do Tweede Kamer. Mandat poselski utrzymywał następnie w wyborach w 2010, 2012, 2017, 2021 i 2023.
W 2010 przez kilka miesięcy był także radnym Hagi. Po wyborach parlamentarnych w 2010 jego ugrupowanie wsparło w parlamencie mniejszościowy rząd Marka Ruttego (tworzony przez VVD i CDA). Wycofanie tego poparcia w 2012 doprowadziło w konsekwencji do upadku gabinetu. Polityk kandydował również w wyborach europejskich. W 2014 uzyskał więcej głosów preferencyjnych niż liderujący liście PVV Marcel de Graaff. Próbował zaskarżyć zakaz kumulacji mandatów, jednak Trybunał Sprawiedliwości Unii Europejskiej uznał jego skargę za niedopuszczalną. Ostatecznie zrezygnował z objęcia mandatu europosła. W wyborach krajowych w listopadzie 2023 kierowana przez Geerta Wildersa formacja zajęła pierwsze miejsce, wprowadzając do niższej izby parlamentu 37 przedstawicieli. W marcu 2024 zrezygnował z ubiegania się o urząd premiera z uwagi na brak poparcia dla jego kandydatury wśród potencjalnych koalicjantów.

## Poglądy
Określa się jako krytyk islamu. Stwierdził, że niechęć do tej religii ukształtował w młodości jego pobyt w Izraelu. Islam określił jako brutalną ideologię stanowiącą zagrożenie dla Europy. Wskazał przy tym, że nienawidzi tylko islamu, a nie muzułmanów. Głosił postulaty zawieszenia przyjmowania imigrantów, deportacji osób podejrzanych o wrogość wobec Holandii, a także burzenia meczetów. Domagał się zakazu dystrybucji Koranu, który zestawiał z książką Mein Kampf. Swoje poglądy dotyczące islamu zawarł m.in. w kilkunastominutowym filmie Fitna.
Był oskarżony w procesie karnym o podżeganie do nienawiści i dyskryminacji wobec muzułmanów. W 2011 został uniewinniony – sąd uznał, że jego twierdzenia mimo obraźliwego charakteru mieściły się w granicach debaty publicznej. W kolejnym postępowaniu zarzucono mu również nawoływanie do nienawiści i dyskryminacji (w związku z jego wypowiedziami dotyczącymi Marokańczyków w Holandii z 2014). W 2016 został uznany za winnego, jednak w 2020 w wyniku odwołania uniewinniono go od zarzucanych czynów, uznając, że Geert Wilders działał dla osiągania celów politycznych (a nie w celu dyskryminacji).
Uchodzi za stronnika Izraela; wielokrotnie od czasów młodości odwiedzał to państwo. Określił je jako jedyną demokrację na Bliskim Wschodzie. Opowiedział się za jego wspieraniem w konfliktach z sąsiadami i Palestyńczykami. Domagał się też, by holenderski rząd oficjalnie przeprosił za bierną postawę podczas deportacji Żydów w trakcie II wojny światowej.
W 2012 uruchomił stronę internetową zachęcającą do składania donosów na przebywających w Holandii obywateli Polski, Rumunii i Bułgarii, co spotkało się z protestami ze strony przedstawicieli tych państw.